# Al-Karama (Ar-Rakka)
Al-Karama (arab. الكرامة) – miejscowość w Syrii, w muhafazie Ar-Rakka. W 2004 roku liczyła 7034 mieszkańców.